# エフエムキタ
株式会社エフエムキタ
（登記社名: 株式会社エフエム・キタ）は大阪府大阪市北区、福島区、西区の各一部地域を放送区域として超短波放送（FM放送）を営む特定地上基幹放送事業者である。ウメダFM Be Happy!789の愛称でコミュニティ放送を行っている。

## 概要
1997年開局。
阪急阪神ホールディングスのグループ会社であり、阪急阪神東宝グループの一員でもある。
阪急阪神百貨店と阪神電気鉄道は、マスメディア集中排除原則にいう支配関係にある
阪神梅田駅前のハービスOSAKA（阪神電鉄運営の商業ビル）を拠点としておりスタジオが地下1階、送信所が屋上にある、
送信所は地上160mにあり、大阪市を中心に周辺都市での聴取も可能としている
。
「音楽と大人のためのFMステーション」をテーマに特に20代から30代をメインリスナーターゲットにしており、1日の流れに沿ってオフィスのBGM代わりに、あるいはドライブのお供に…といった具合にトークを控えめにしてニュース・交通・天気情報などを簡単に沿え、音楽を重視した番組を構成している。
プロ野球シーズンには、15時45分ごろには阪神タイガースの歌（六甲颪）の BGM で天気予報が放送される。
放送時間は、月曜未明0:00から6:00を除く24時間（6時基点）。
スポンサーは、モバイル阪神、阪神百貨店、ホテル阪神、タイガースネット.COM（アイテック阪神）、ホリデー車検阪神（阪急阪神エムテック）、ビルボードライブ大阪（阪神コンテンツリンク）など。多くが阪急阪神東宝グループのうち阪神電鉄グループである。

## 沿革
- 1996年（平成8年）9月10日 - 株式会社エフエム・キタ設立
- 1997年（平成9年）
  - 2月20日 - 放送局（現特定地上基幹放送局）の免許取得
  - 当初の空中線電力は10W
  - 3月3日 - 開局
- 2002年（平成14年） - 空中線電力を20Wに増力

## レギュラー番組
（2023年4月現在）
- 月 - 金 10:00 - 12:30　Be Gourmet!
- 月 12:30 - 13:00　はたなび＋（プラス） （同日19:30から再放送）
- 木 13:00 - 13:30　週末GOGOナビ!! powerd by 阪急阪神ホールディングス （同日20:00から再放送）
- 第1金 12:30 - 12:35　ワールドワイド 5ミニッツ!
- 月 - 金 13:30 - 16:00　Be Travel!
- 第1月 16:00 - 16:15　MAP to the Dream
- 月 - 金 17:00 - 19:00　Be Sports!
- 第1、3月 19:00 - 19:30　情報ノーサイド
- 第4木 22:00 - 22:30　SUB St.Paradise
- 第1金 19:00 - 19:30　出でよ!ジャンヌダルク!!
- 土 10:00 - 12:00　Billboard Live Osaka Next Week's Tune （翌日日曜日14:00 - 16:00 再放送）
- 土 14:00 - 15:00　UMEDA 2020’s Hits [4]（翌日日曜日10:00 - 11:00 再放送）
- 第1土 22:30 - 23:00　ミライラヂヲ～ハイラジ
- 土 23:00 - 24:00　UMEDA Midnight Pops（翌日日曜日23:00 - 24:00 再放送）

以下の番組はDJなし、時報と30分毎にCMのみ挿入の番組。毎時0分と（一部時間帯の）30分前に各番組名が流れる。
- 月 - 日 7:00 - 10:00／月 13:00 - 13:30／火・水・金 12:30 - 13:30[5]／木 12:30 - 13:00／月 - 金 16:00 - 17:00[6]／月 19:00 - 19:30[7]、20:00 - 24:00／火・水 19:00 - 24:00／木 19:00 - 20:00、20:30 - 24:00[8]／金 19:00 - 24:00[9]／土 12:00 - 14:00、15:00 - 23:00[10]／日 11:00 - 14:00、16:00 - 23:00　Brush Up!
- 月 - 土 24:00 - 31:00　Beat Cruising

## 終了したレギュラー番組
- 月 - 水・金 10:00 - 13:00／木 10:00 - 12:00　Be Smart!（水・金は「UMEDA Hit 10」（邦楽・総合））
- 月 - 金 14:00 - 16:30　Be Fresh!
- 月 - 金 17:30 - 19:00　Be Free!
- 第1、3火 19:00 - 19:30　木嶋太陽のTUESDAY NIGHT COUNTDOWN - 2023年3月終了。
- 水 12:30 - 12:40　Dr.岩村の転ばぬ先の耳寄り情報 （同日19:00から再放送） - 2023年3月終了。
- 木 19:00 - 21:00　Billboard Hot Chart
- 第1木 21:00 - 22:00　Cafetin de Buenos Aires
- 日 13:00 - 16:00　Be Natural!

（DJなし番組）
- 土 16:00 - 24:00　Evening Drive
- 日 16:00 - 21:00　weekend Drive